# Theonoe sola
Theonoe sola là một loài nhện trong họ Theridiidae.
Loài này thuộc chi Theonoe. Theonoe sola được miêu tả năm 1988 bởi Konrad Thaler & Steinberger.